# Baldassare Fontana
Baldassare Fontana (* 26. Juni 1661 in Chiasso, Tessin; † 6. Oktober 1733 ebenda) war ein Tessiner Bildhauer, Stuckateur und Architekt des Spätbarock.

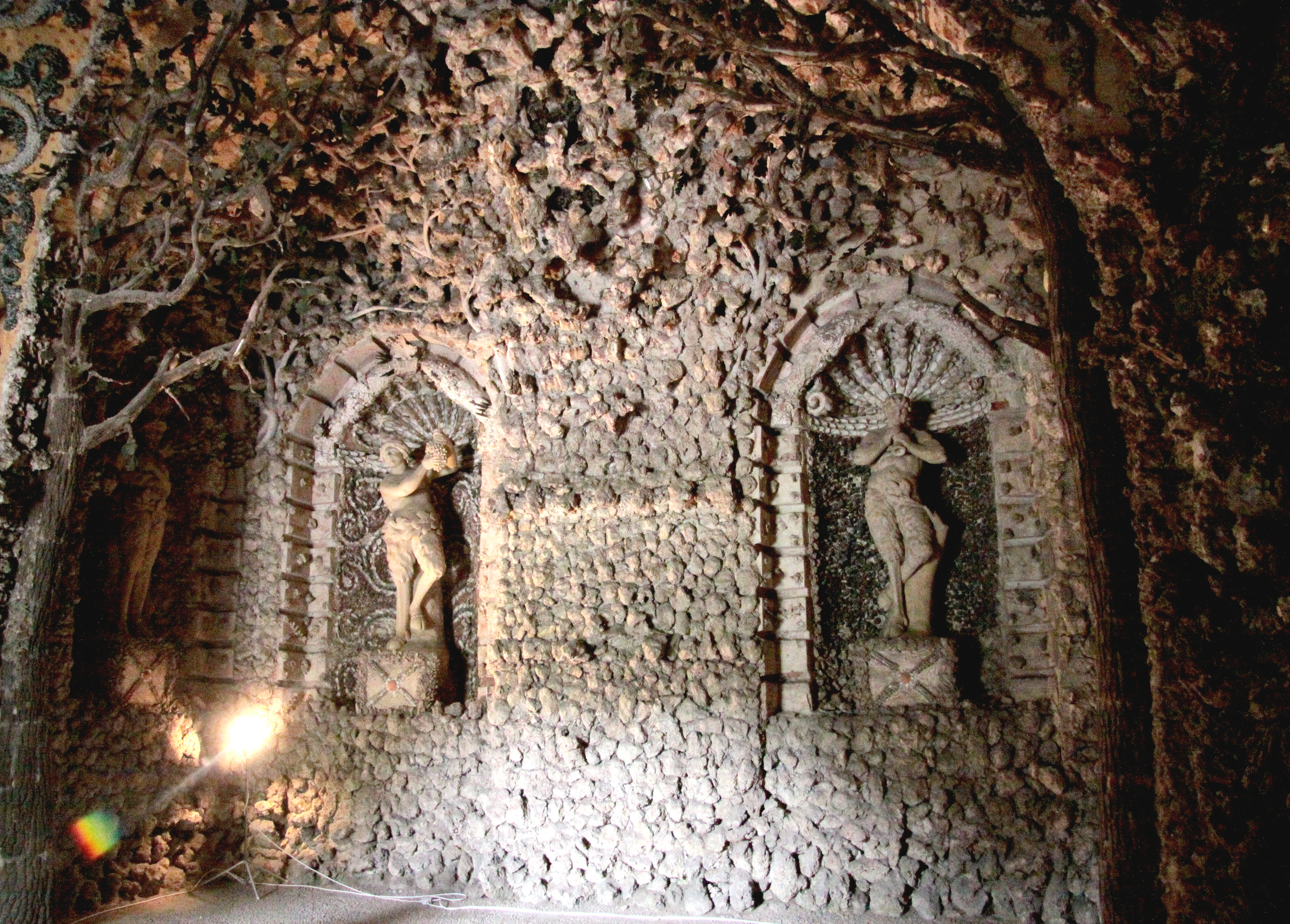
Baldassare Fontana: Sala terrena, Erzbischöflicher Palast, Kremsier

## Leben
Baldassare Fontana entstammte einer Künstlerfamilie aus Novazzano, die u. a. den Architekten Carlo Fontana hervorbrachte. Er war der Sohn von Pietro Martire Fontana und dessen Frau Anna Maria Girola. Seine Ausbildung erhielt er in Rom bei Carlo Fontana und den Bildhauern Ercole Ferrata und Antonio Raggi.
So wie viele italienische Künstler, die die Technik des Stuckierens beherrschten, ging Fontana in die Länder nördlich der Alpen, wo nach dem Ende des Dreissigjährigen Krieges eine rege Bautätigkeit einsetzte. Schon mit 21 Jahren fertigte er im bayerischen Schloss Hohenaschau den Figurenschmuck des Ahnensaales. Nach dessen Abschluss 1686 folgte er dem Ruf des Olmützer Erzbischofs und schmückte drei Säle von dessen neuerrichteten Residenz in Kremsier. In Olmütz und dessen Umgebung fand Fontana zahlreiche weitere Aufträge. In den Jahren 1695 bis 1704 war er in Krakau tätig, ehe er wieder nach Mähren zurückkehrte und dort eine angesehene Werkstatt leitete. Erst zwei Jahre vor seinem Tod, 1731, kehrte er wieder in seine Tessiner Heimat zurück.
Fontana heiratete 1689 in Chiasso und hatte drei Kinder. Trotz seiner langjährigen Auslandstätigkeit behielt er immer den Kontakt zu seiner Heimat, in die er auch regelmässig in den Wintermonaten zurückkehrte, wenn die Bauarbeiten witterungsbedingt ruhen mussten.

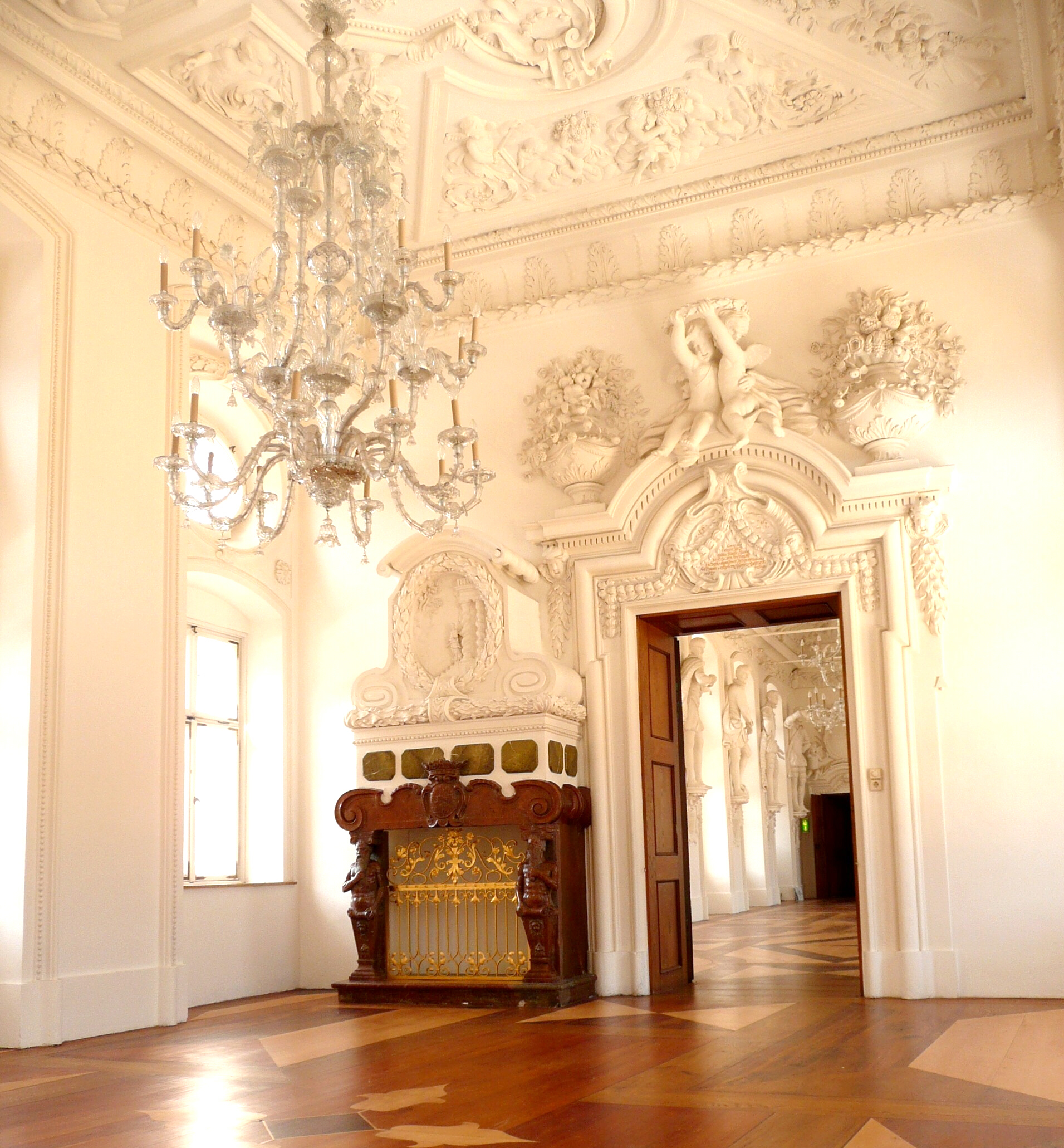
Baldassare Fontana: Ahnensaal, Schloss Hohenaschau, 1682–1683

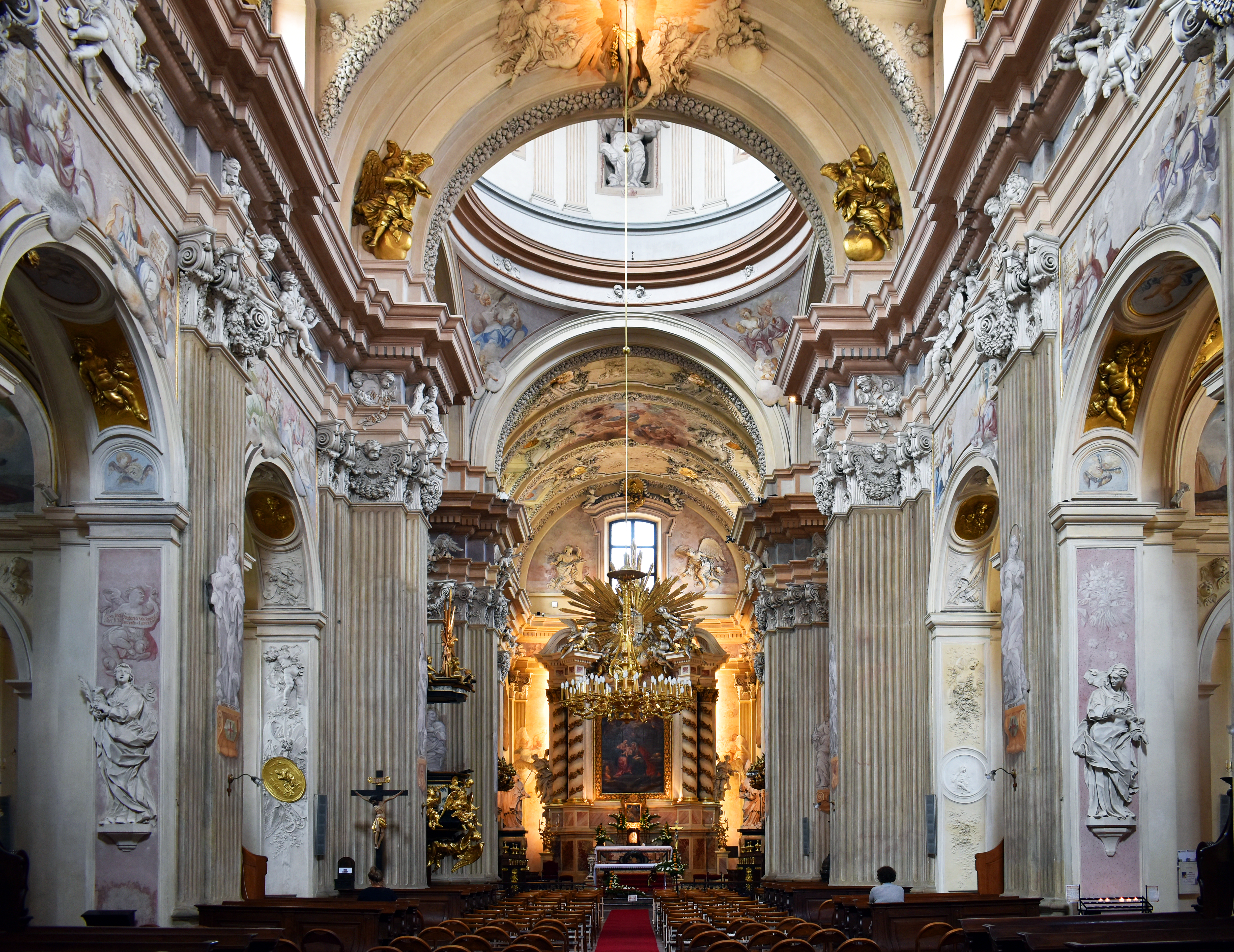
Baldassare Fontana: St.-Anna-Kirche, Krakau, 1695–1704

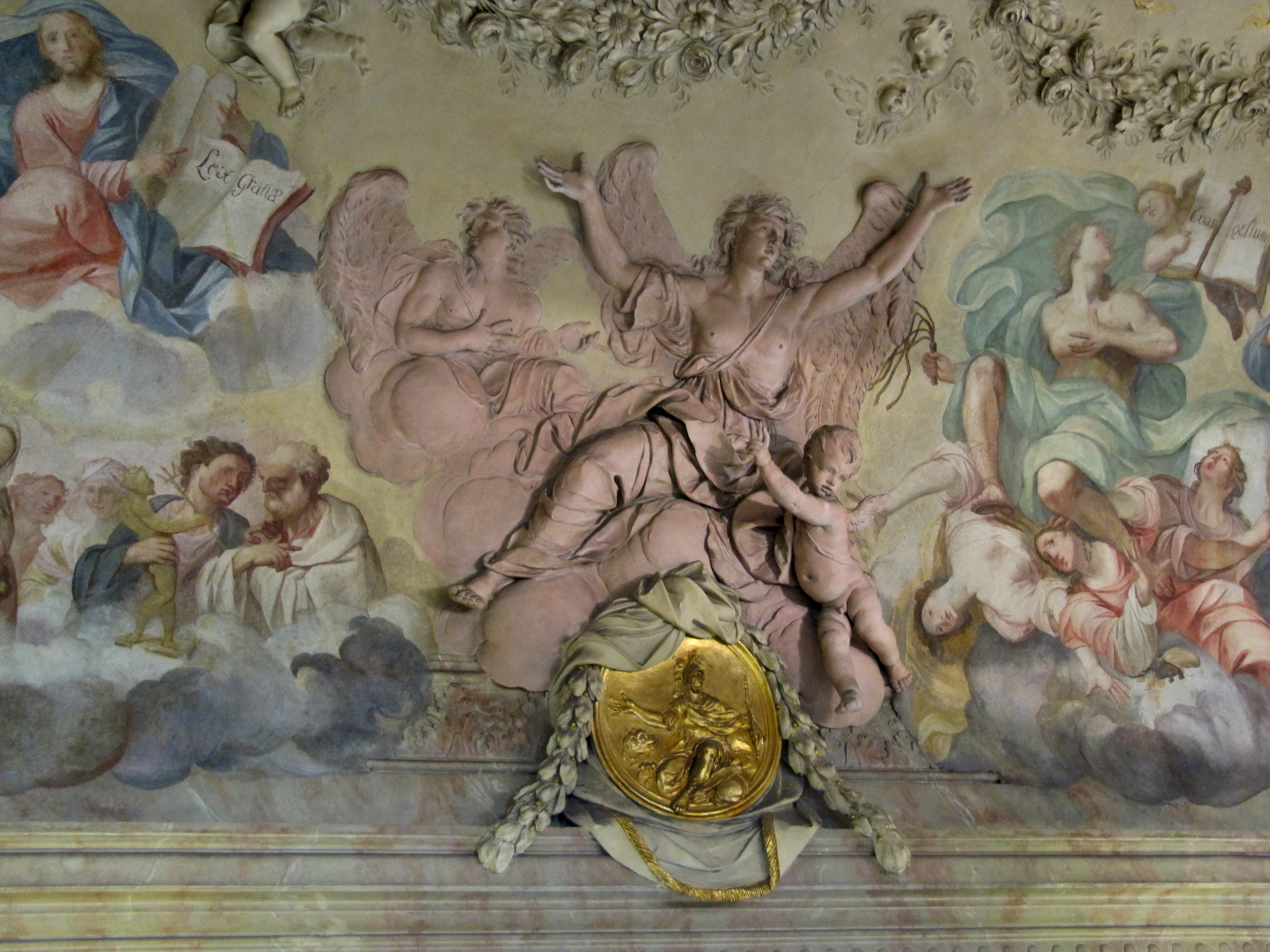
Baldassare Fontana: Bibliothek, Kloster Hradisch, 1702–1704

## Werk
Baldassare Fontana war ein sehr vielseitiger Künstler des Barock, der zur Verbreitung dieses Stils in Mähren viel beitrug. Er war sehr gefragt und schmückte zahlreiche Innenräume in Schlössern, Kirchen und Klöstern des Landes aus. So entstanden lebensgrosse Figuren, Reliefs und Ornamente in weissem Stuck. Seine Tätigkeit steht oft in Zusammenhang mit weiteren Künstlern, die aus dem Tessin stammten, z. B. mit Architekten.
- 12 überlebensgroße Ritterfiguren, Ahnensaal, Schloss Hohenaschau (1682–1683)
- Stuckdekorationen der Festsäle, Schloss Hohenaschau (1684–1686)
- Stuckdekorationen, Erzbischöflicher Palast, Kremsier (1688)
- Dekoration der Ottilienkapelle, Pfarrkirche Wischau (1692)
- Stuckdekoration des Treppenhauses, Kloster Hradisch (1692)
- Stuckdekoration des Refektoriums, Kloster Hradisch (1694), nicht erhalten
- Inneneinrichtung, Schloss Schebetau (1694)
- Stuckdekorationen, Historisches Museum, Krakau (1695)
- Fassade, Fassadenfiguren und Stuckdekoration, St.-Anna-Kirche, Krakau (1695–1704)
- Dekoration des Chors, St.-Klara-Kirche, Alt Sandez (1699)
- 3 Fassadenfiguren, Karmeliterkirche, Krakau (1700)
- Innenausstattung, Klarissenkirche, Krakau (1700–1701)
- Dekoration des Schlafzimmers von Abt Norbert Želecký, Schloss Konitz (1702–1703)
- Dekoration der Bibliothek, Kloster Hradisch (1702–1704)
- Dekoration des Refektoriums, Franziskanerkloster, Ungarisch Hradisch (1708)
- Statuen und Stuckaturen, St.-Michael-Kirche, Olmütz (um 1710)
- Altardekoration und Figuren, Basilika Mariä Heimsuchung, Heiligenberg (1718)
- Dekoration der Klosterkirche, Kloster Hradisch (1718), nicht erhalten
- Dekoration der Basilika Mariä Heimsuchung, Heiligenberg (1722–1731)
- Dekoration der Kirche, Kloster Velehrad (1724–1730)
- Innenausstattung der Sommerresidenz der Äbte von Kloster Velehrad, Nennowitz (1725–1726)
- Dekoration der Sakristei, Kloster Hradisch (1726), nicht erhalten
- Dekoration des Winterrefektoriums, Kloster Hradisch (1727), nicht erhalten
- Dekoration des Refektoriums, Augustinerkloster, Mährisch Sternberg (1727–1728)